# Hans Carp
Hans Carp (* 20. Juli 1882 in Düsseldorf; † 10. Februar 1936 ebenda) war ein deutscher Porträtmaler der Düsseldorfer Schule und Kunstlehrer.

## Leben

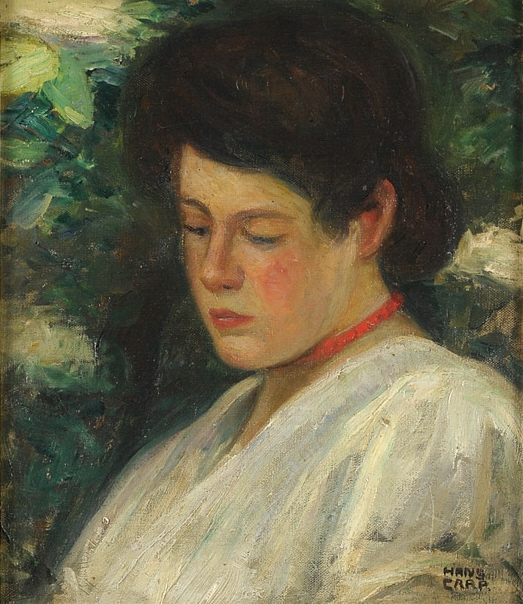
In Gedanken (Bildnis einer jungen Frau mit rotem Halsband)

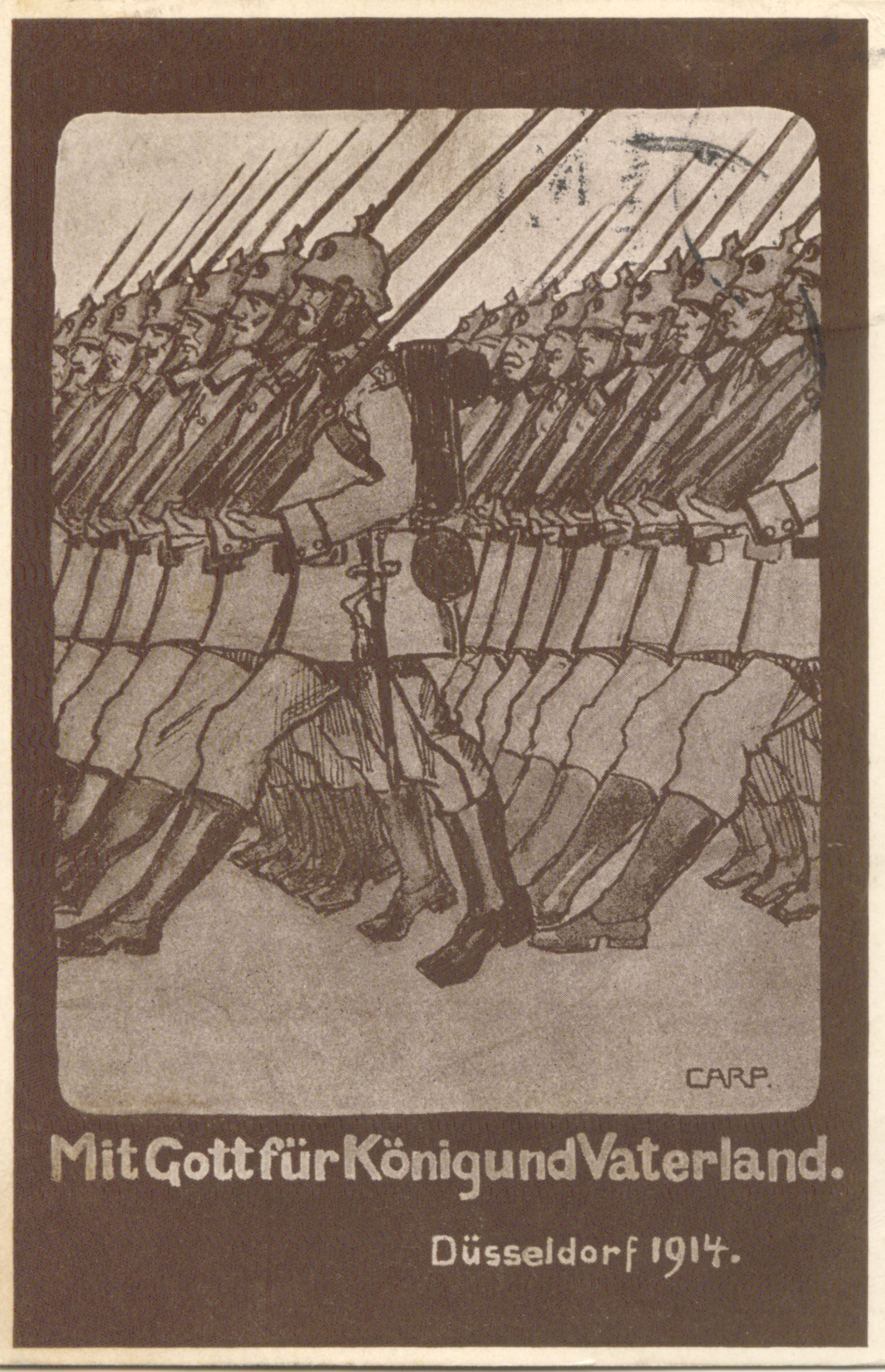
Ansichtskarte zum Vaterländischen Hilfstag, Düsseldorf 1914

Carp studierte Malerei an den Kunstakademien Düsseldorf und Amsterdam. Als Bildnismaler lebte er in Düsseldorf. Dort eröffnete er eine freie Kunstschule für Malerei und Grafik, die seine Frau Gertrud 1937 fortführte. Zu seinen Schülern zählten Josefa Berens-Totenohl, Alfred Eckhardt, Trude Esser, Himke Faber, Gustav Fünders, Anneliese Langenbach und Karl Stachelscheid, zu seinen Freunden Walter Ophey. Hans Carp gehörte dem Reichsverband bildender Künstler, dem Künstlerverein Malkasten und der Freien Vereinigung Düsseldorfer Künstler an.